# Lutjanus
Genre
Lutjanus est un genre de poissons de la famille des Lutjanidae, appelés en français « vivaneaux » (et en anglais « snappers »).

## Liste des espèces
Selon World Register of Marine Species (18 mars 2014) :
- Lutjanus adetii (Castelnau, 1873)
- Lutjanus agennes Bleeker, 1863.

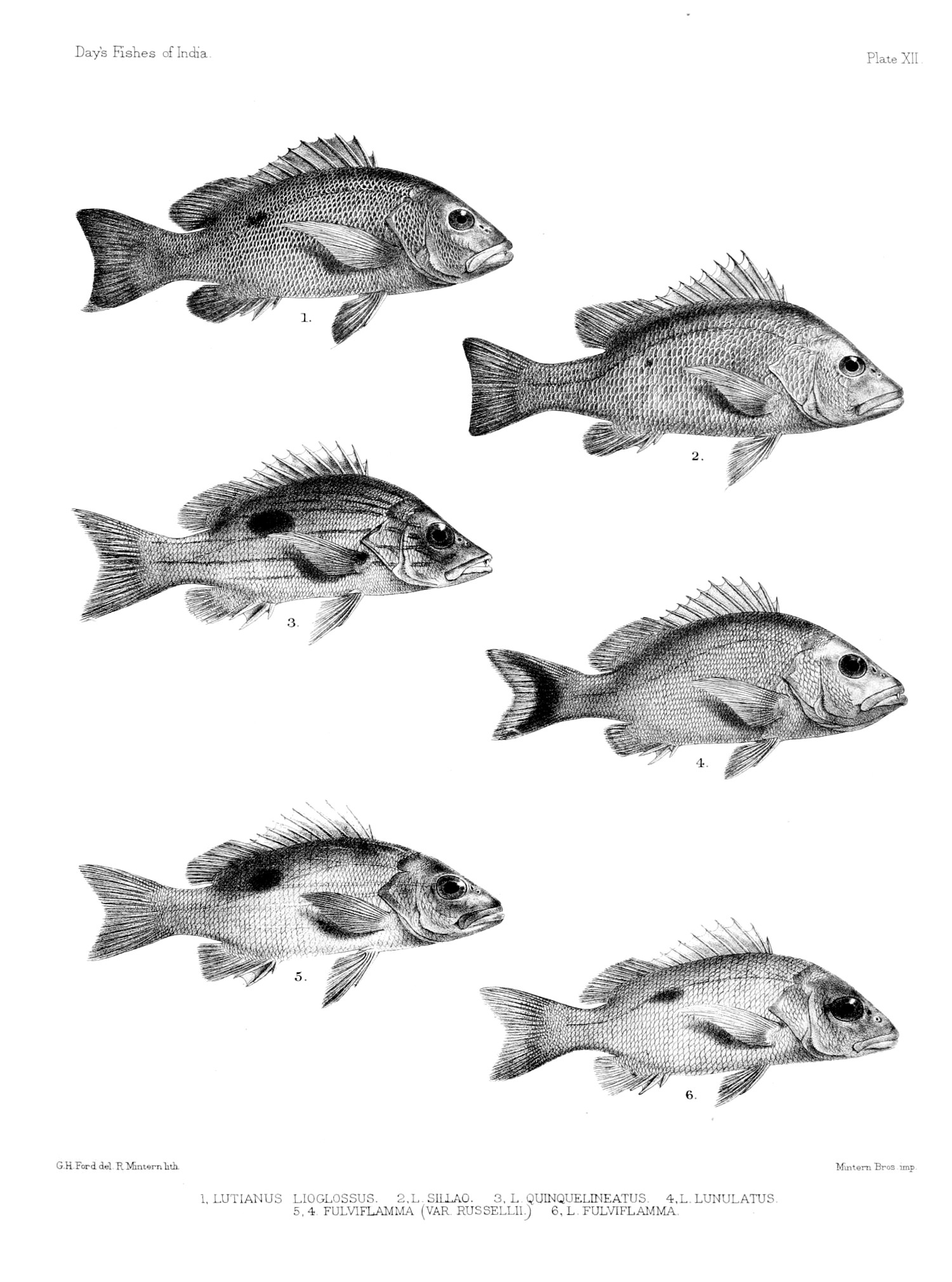
Planche encyclopédique présentant différentes espèces de vivaneaux des côtes de l'Inde.

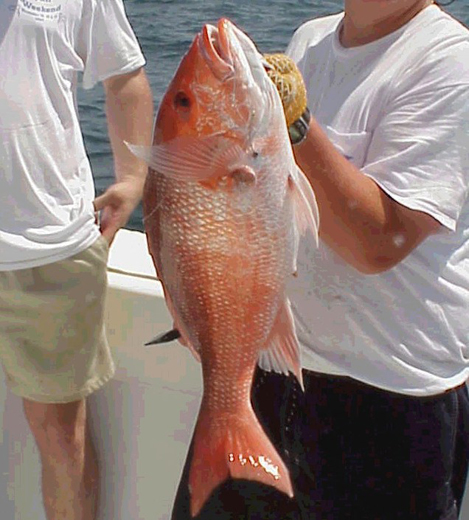
Les gros vivaneaux sont comestibles et leur chair est prisée. Ici un beau Lutjanus campechanus.

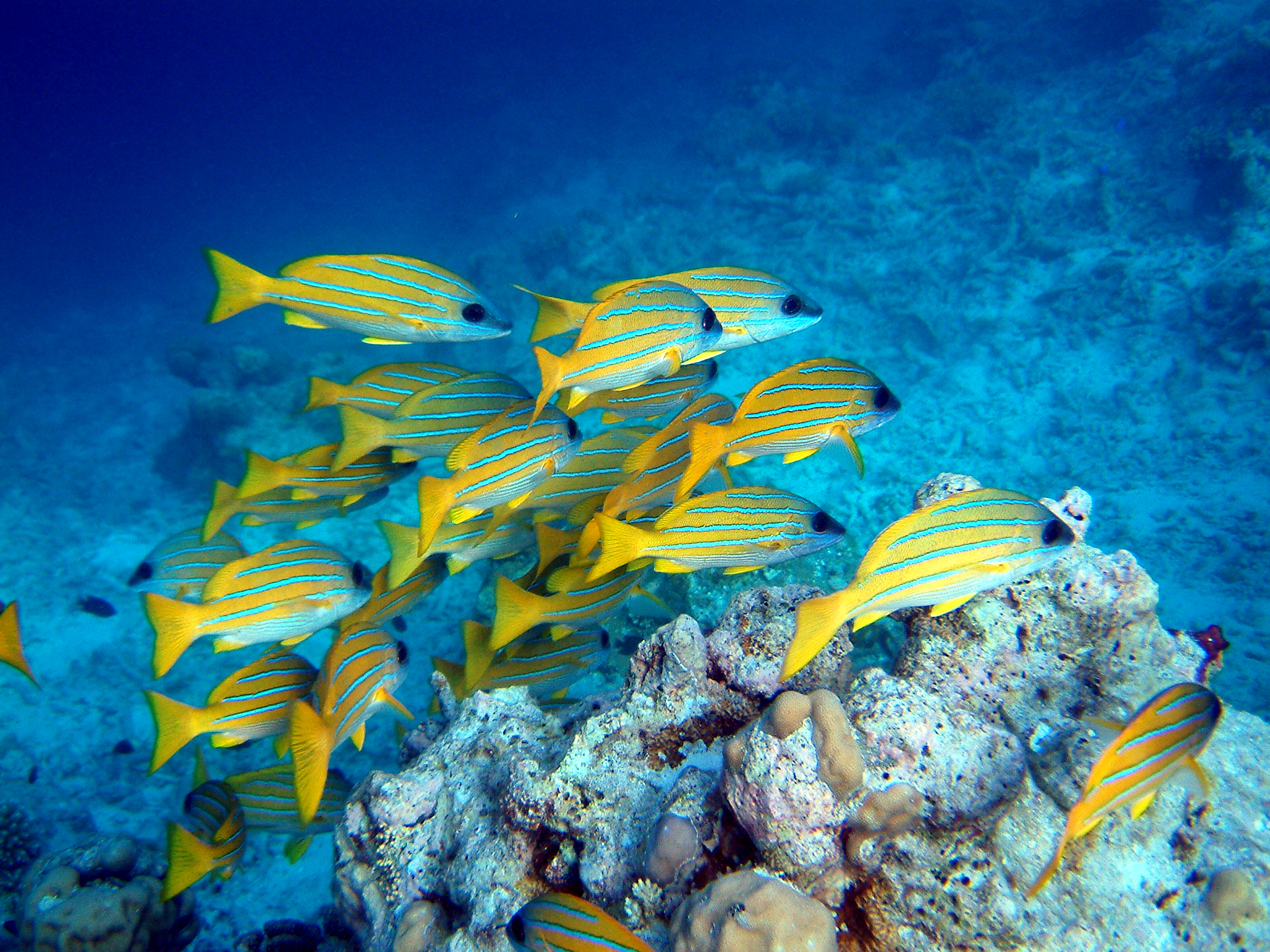
Un banc de Lutjanus kasmira.

- Lutjanus alexandrei Moura et Lindeman, 2007
- Lutjanus ambiguus (Poey, 1860)
- Lutjanus analis (Cuvier in Cuvier & Valenciennes, 1828)
- Lutjanus apodus (Walbaum, 1792)
- Lutjanus aratus (Günther, 1864)
- Lutjanus argentimaculatus (Forsskål, 1775)
- Lutjanus argentiventris (Peters, 1869)
- Lutjanus bengalensis (Bloch, 1790)
- Lutjanus biguttatus (Valenciennes in Cuvier & Valenciennes, 1830)
- Lutjanus bitaeniatus (Valenciennes in Cuvier & Valenciennes, 1830)
- Lutjanus bohar (Forsskål, 1775) - Vivaneau à deux taches
- Lutjanus boutton (Lacepède, 1802)
- Lutjanus buccanella (Cuvier in Cuvier & Valenciennes, 1828)
- Lutjanus campechanus (Poey, 1860) — vivaneau campèche
- Lutjanus carponotatus (Richardson, 1842)
- Lutjanus coeruleolineatus (Rüppell, 1838)
- Lutjanus colorado Jordan and Gilbert, 1882
- Lutjanus cyanopterus (Cuvier in Cuvier & Valenciennes, 1828)
- Lutjanus decussatus (Cuvier in Cuvier & Valenciennes, 1828)
- Lutjanus dentatus (Duméril, 1861)
- Lutjanus dodecacanthoides (Bleeker, 1854)
- Lutjanus ehrenbergii (Peters, 1869) — vivaneau carpe
- Lutjanus endecacanthus Bleeker, 1863
- Lutjanus erythropterus Bloch, 1790
- Lutjanus fulgens (Valenciennes in Cuvier & Valenciennes, 1830)
- Lutjanus fulviflamma (Forsskål, 1775)
- Lutjanus fulvus (Forster in Bloch & Schneider, 1801)
- Lutjanus fuscescens (Valenciennes in Cuvier & Valenciennes, 1830)
- Lutjanus gibbus (Forsskål, 1775) - Vivaneau bossu
- Lutjanus goldiei (Macleay, 1882)
- Lutjanus goreensis (Valenciennes in Cuvier & Valenciennes, 1830)
- Lutjanus griseus (Linnaeus, 1758)
- Lutjanus guilcheri Fourmanoir, 1959
- Lutjanus guttatus (Steindachner, 1869) - Vivaneau rose
- Lutjanus inermis (Peters, 1869)
- Lutjanus jocu (Bloch & Schneider, 1801) - Vivaneau chien
- Lutjanus johnii (Bloch, 1792) - vivaneau ziebelo
- Lutjanus jordani (Gilbert in Jordan & Evermann, 1898)
- Lutjanus kasmira (Forsskål, 1775)
- Lutjanus lemniscatus (Valenciennes in Cuvier & Valenciennes, 1828)
- Lutjanus lunulatus (Park, 1797)
- Lutjanus lutjanus Bloch, 1790
- Lutjanus madras (Valenciennes in Cuvier & Valenciennes, 1831)
- Lutjanus mahogoni (Cuvier in Cuvier & Valenciennes, 1828)
- Lutjanus malabaricus (Bloch & Schneider, 1801)
- Lutjanus maxweberi Popta, 1921
- Lutjanus mizenkoi Allen & Talbot, 1985
- Lutjanus monostigma (Cuvier in Cuvier & Valenciennes, 1828) - Vivaneau à tache noire
- Lutjanus notatus (Cuvier in Cuvier & Valenciennes, 1828)
- Lutjanus novemfasciatus Gill, 1862
- Lutjanus ophuysenii (Bleeker, 1860)
- Lutjanus peru (Nichols & Murphy, 1922)
- Lutjanus purpureus (Poey, 1866)
- Lutjanus quinquelineatus (Bloch, 1790)
- Lutjanus rivulatus (Cuvier in Cuvier & Valenciennes, 1828)
- Lutjanus rufolineatus (Valenciennes in Cuvier & Valenciennes, 1830)
- Lutjanus russellii (Bleeker, 1849)
- Lutjanus sanguineus (Cuvier in Cuvier & Valenciennes, 1828)
- Lutjanus sebae (Cuvier, 1816) — vivaneau bourgeois, empereur rouge
- Lutjanus semicinctus Quoy & Gaimard, 1824
- Lutjanus stellatus Akazaki, 1983
- Lutjanus synagris (Linnaeus, 1758) — vivaneau gazou
- Lutjanus timorensis (Quoy & Gaimard, 1824)
- Lutjanus viridis (Valenciennes, 1846)
- Lutjanus vitta (Quoy & Gaimard, 1824)
- Lutjanus vivanus (Cuvier in Cuvier & Valenciennes, 1828) - vivaneau soie

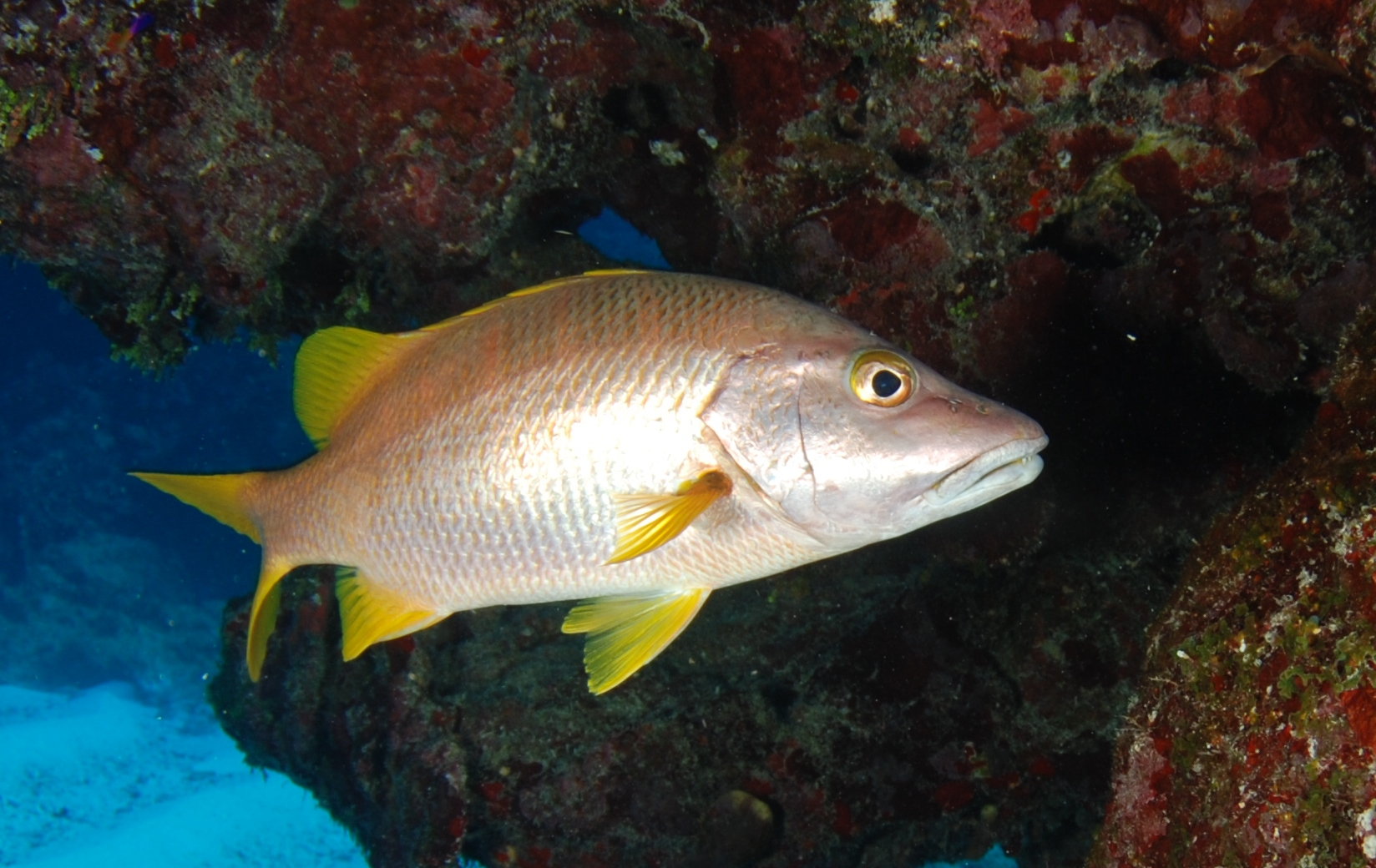
Lutjanus apodus
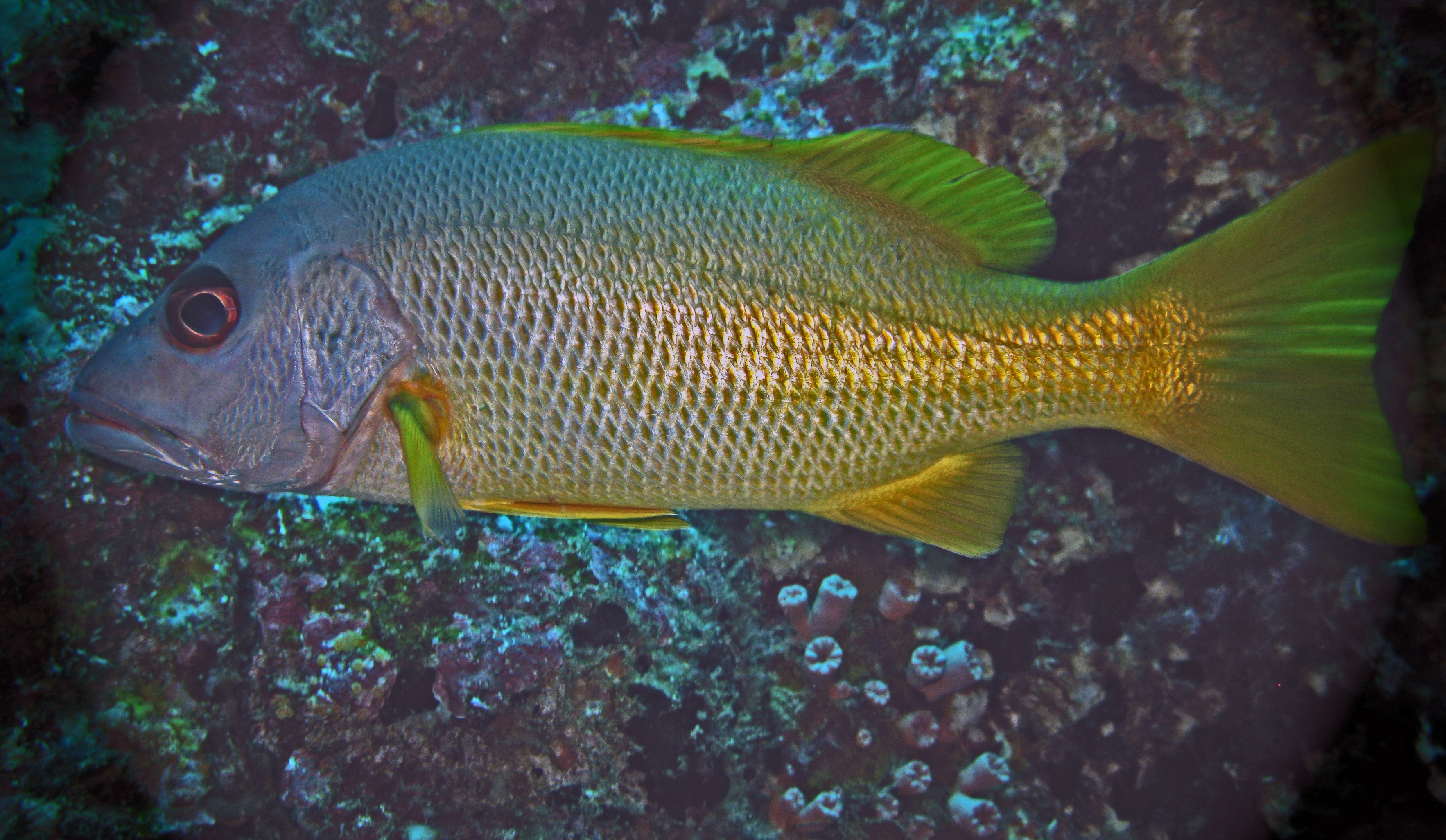
Lutjanus argentimaculatus
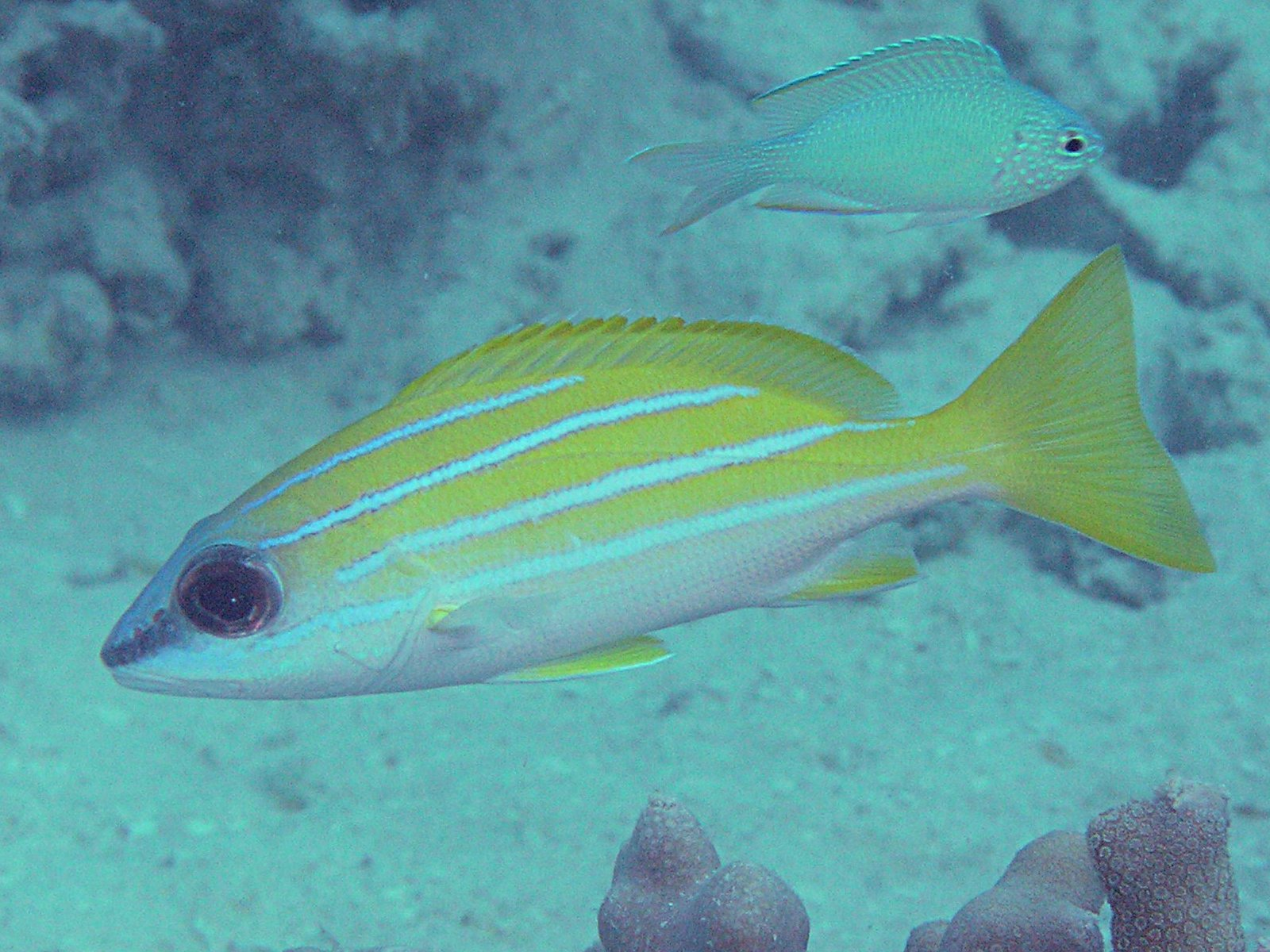
Lutjanus bengalensis
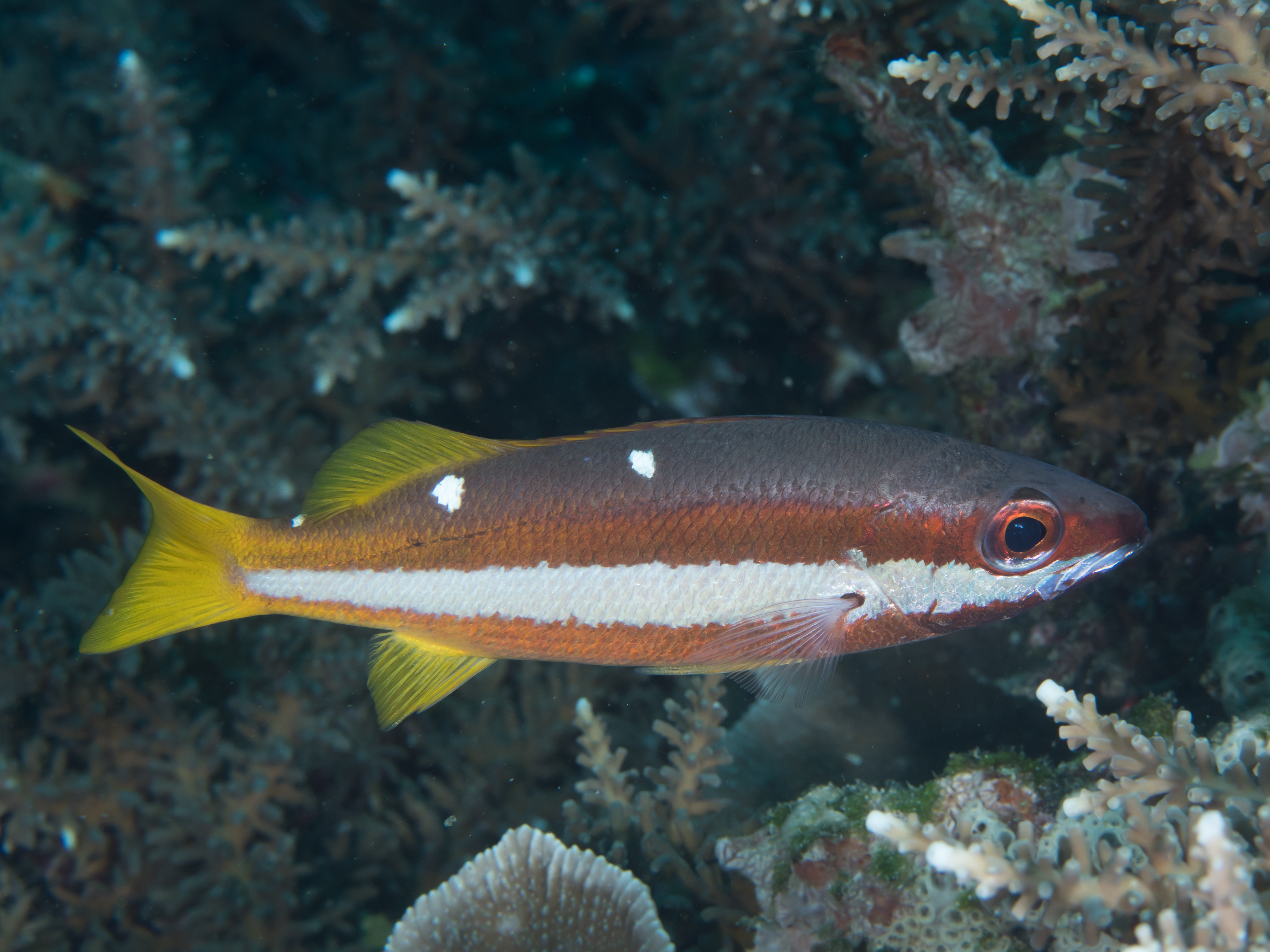
Lutjanus bohar
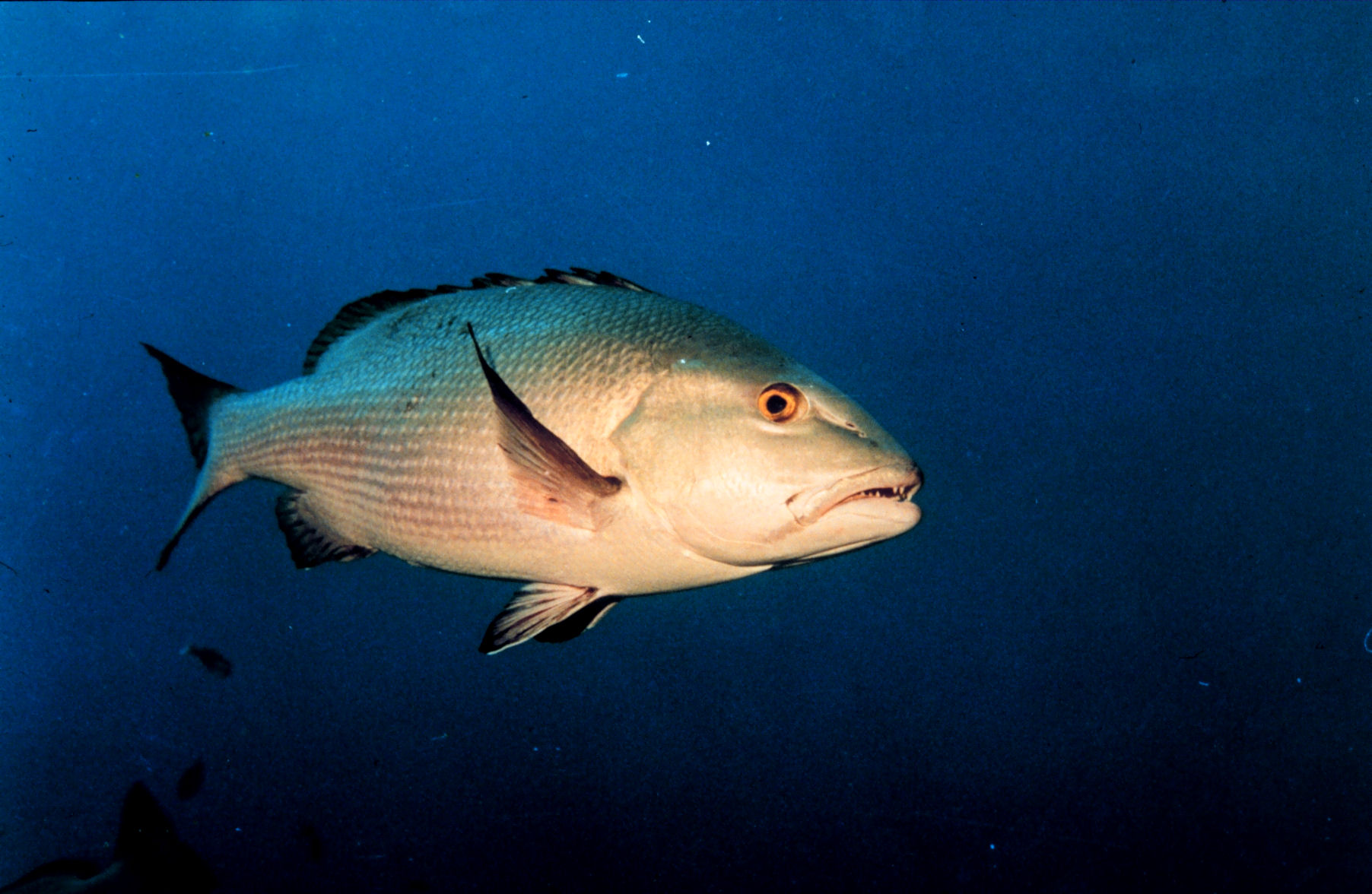
Lutjanus buccanella
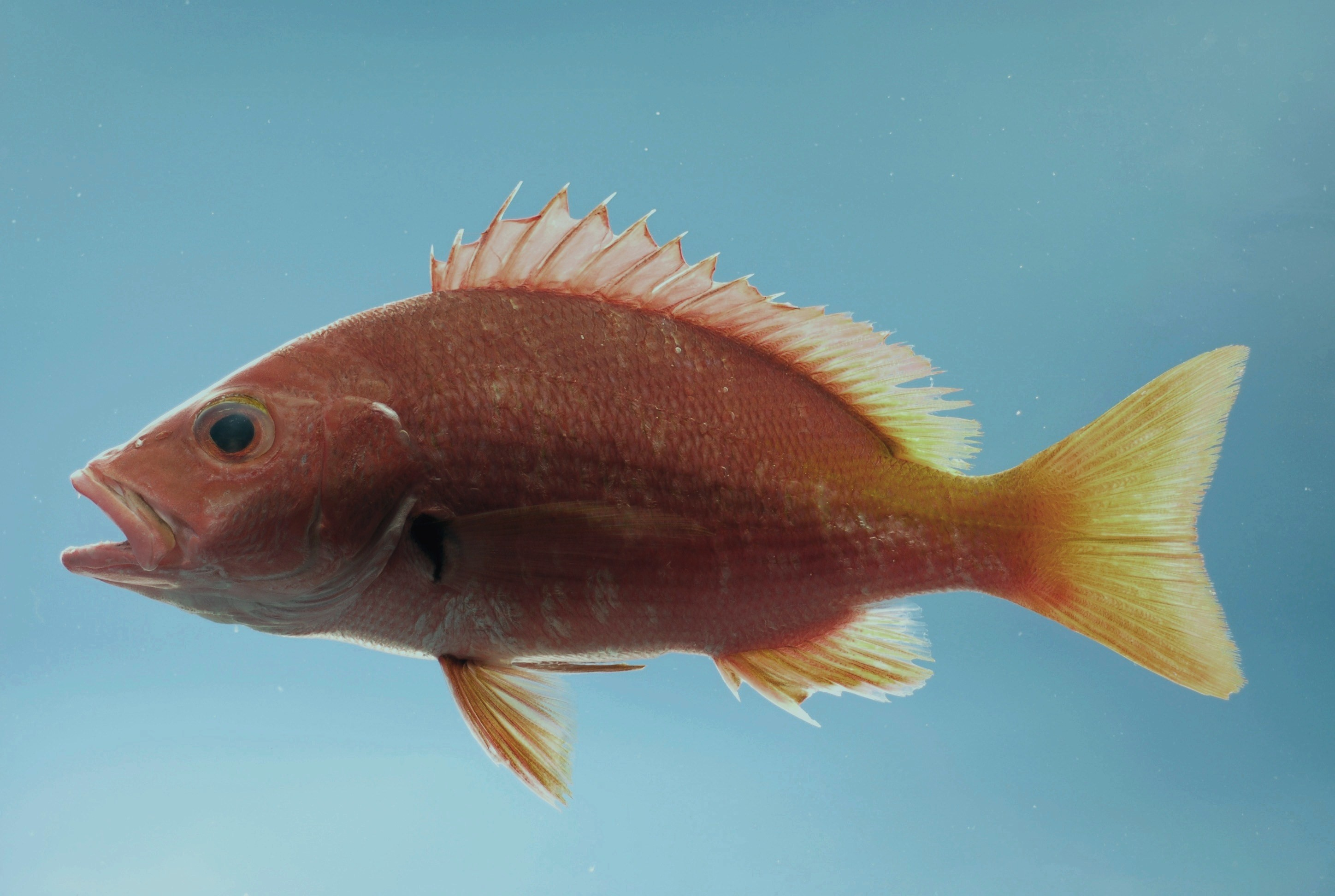
Lutjanus campechanus
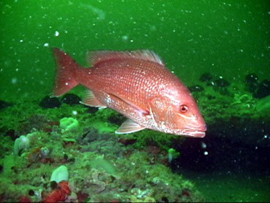
Lutjanus decussatus
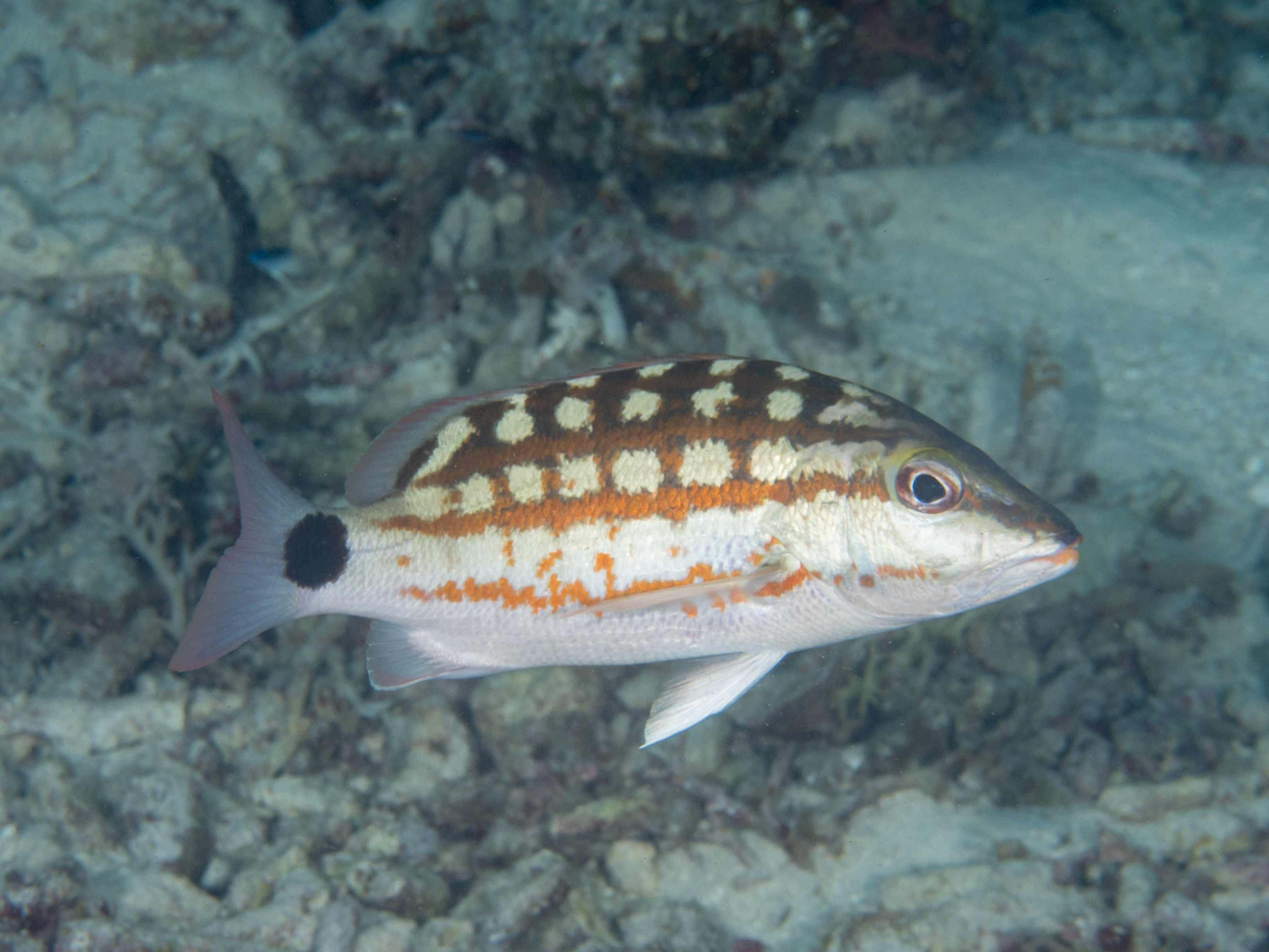
Lutjanus ehrenbergii
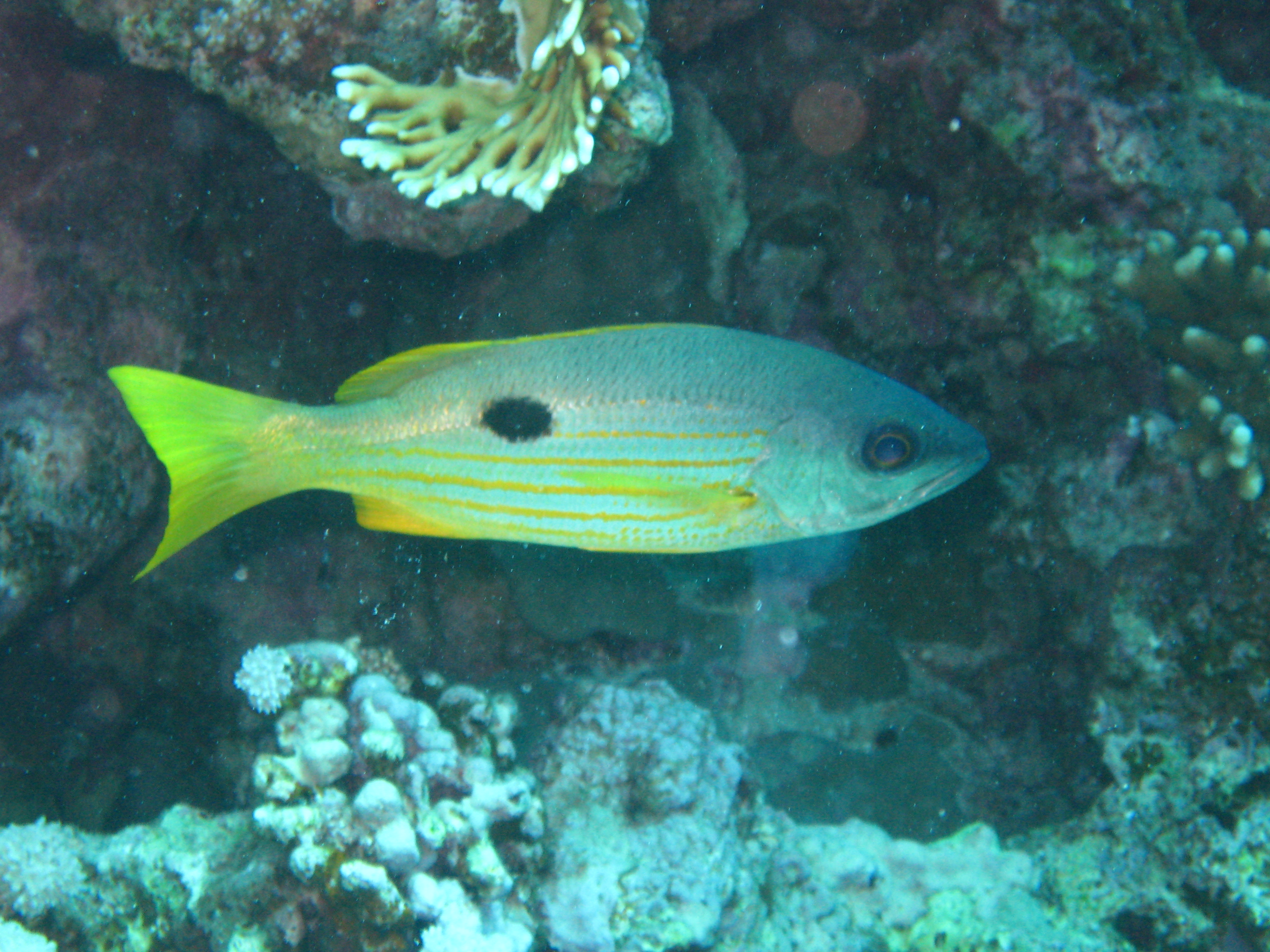
Lutjanus fulviflamma juvénile
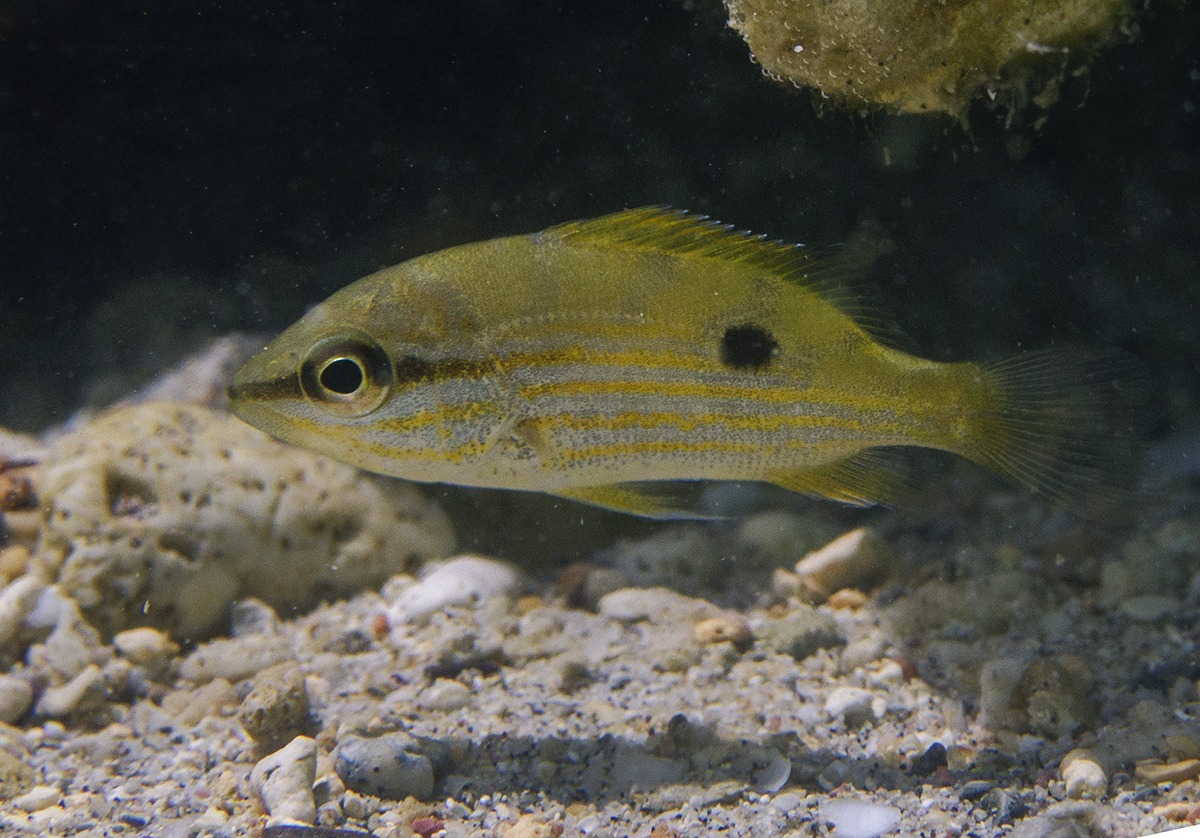
Lutjanus fulviflamma juvénile
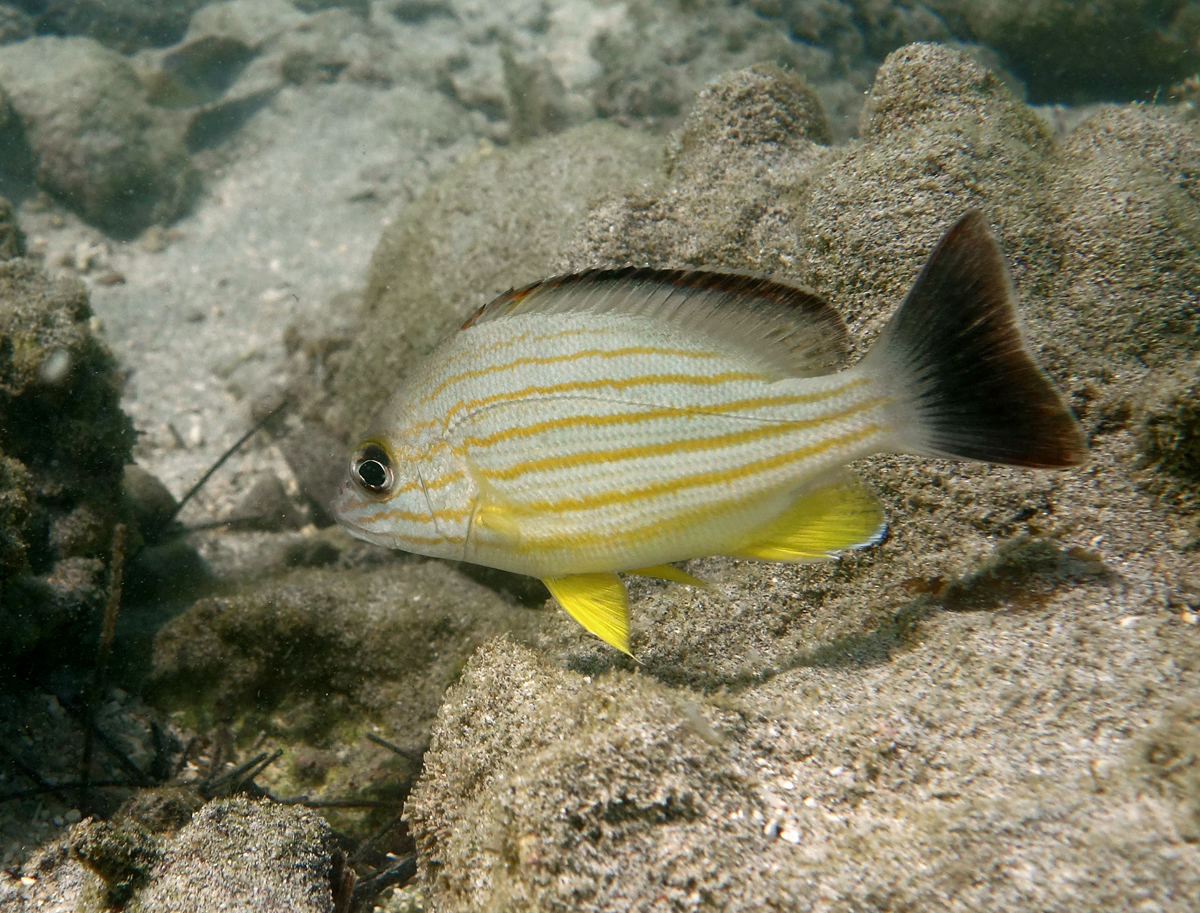
Lutjanus fulvus
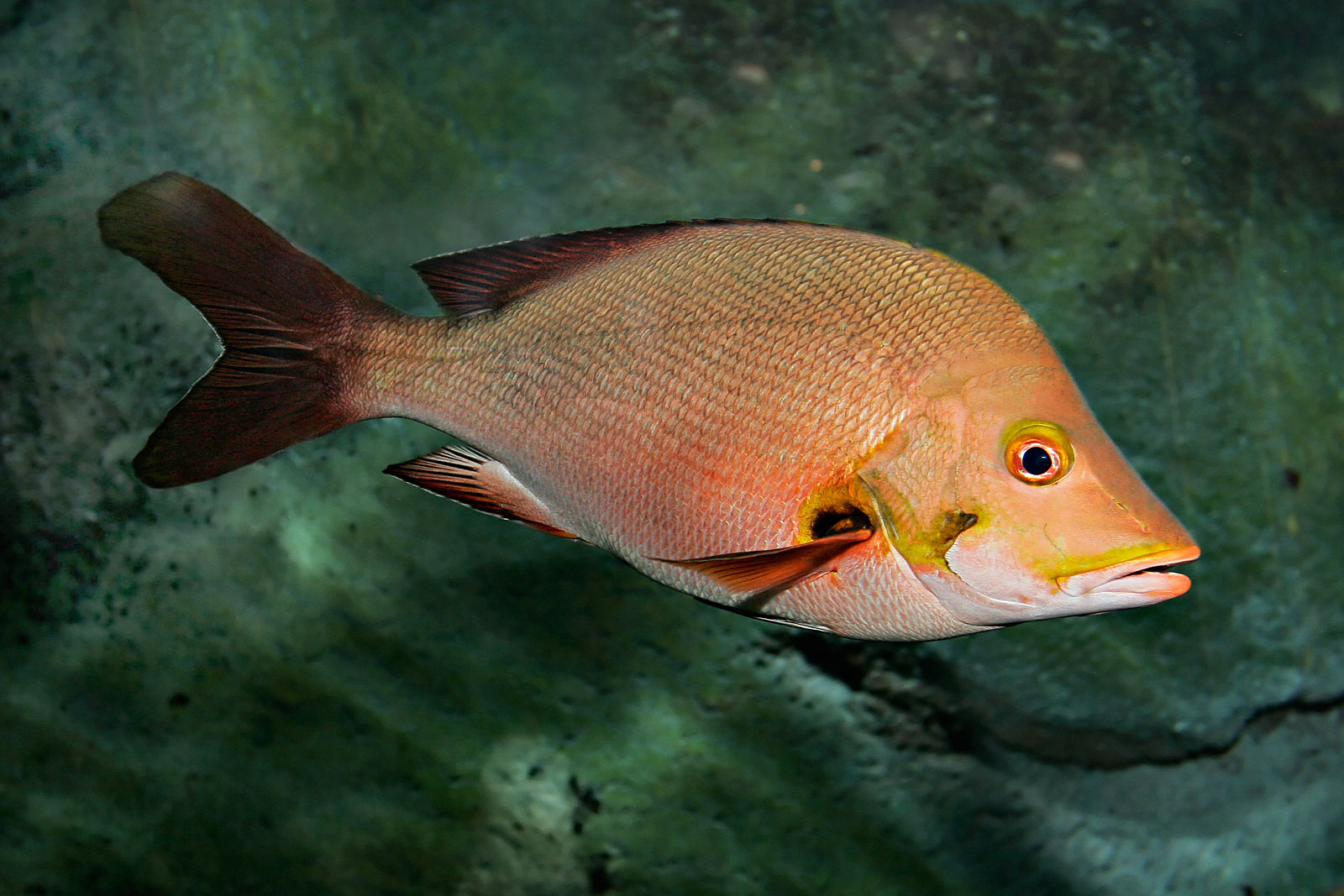
Lutjanus gibbus
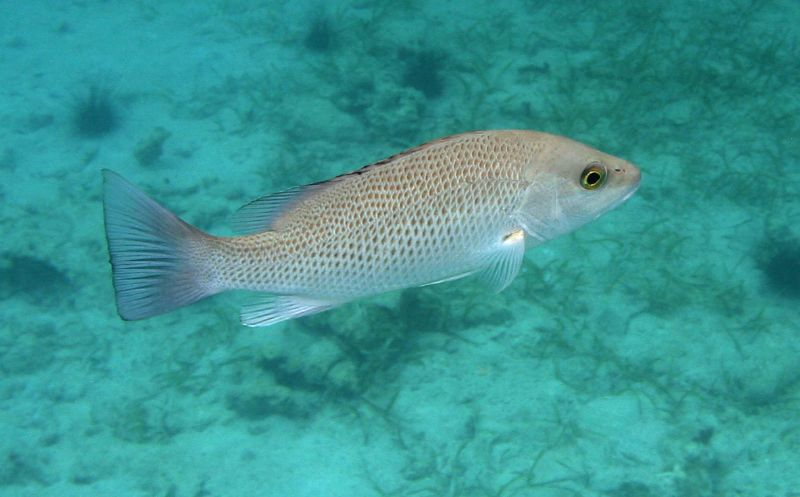
Lutjanus griseus
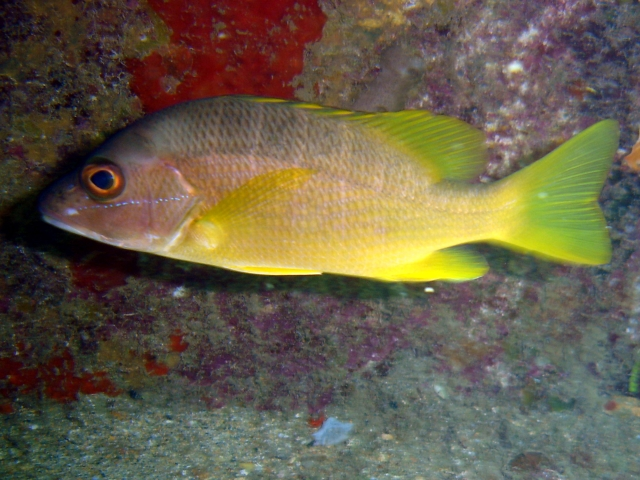
Lutjanus jocu
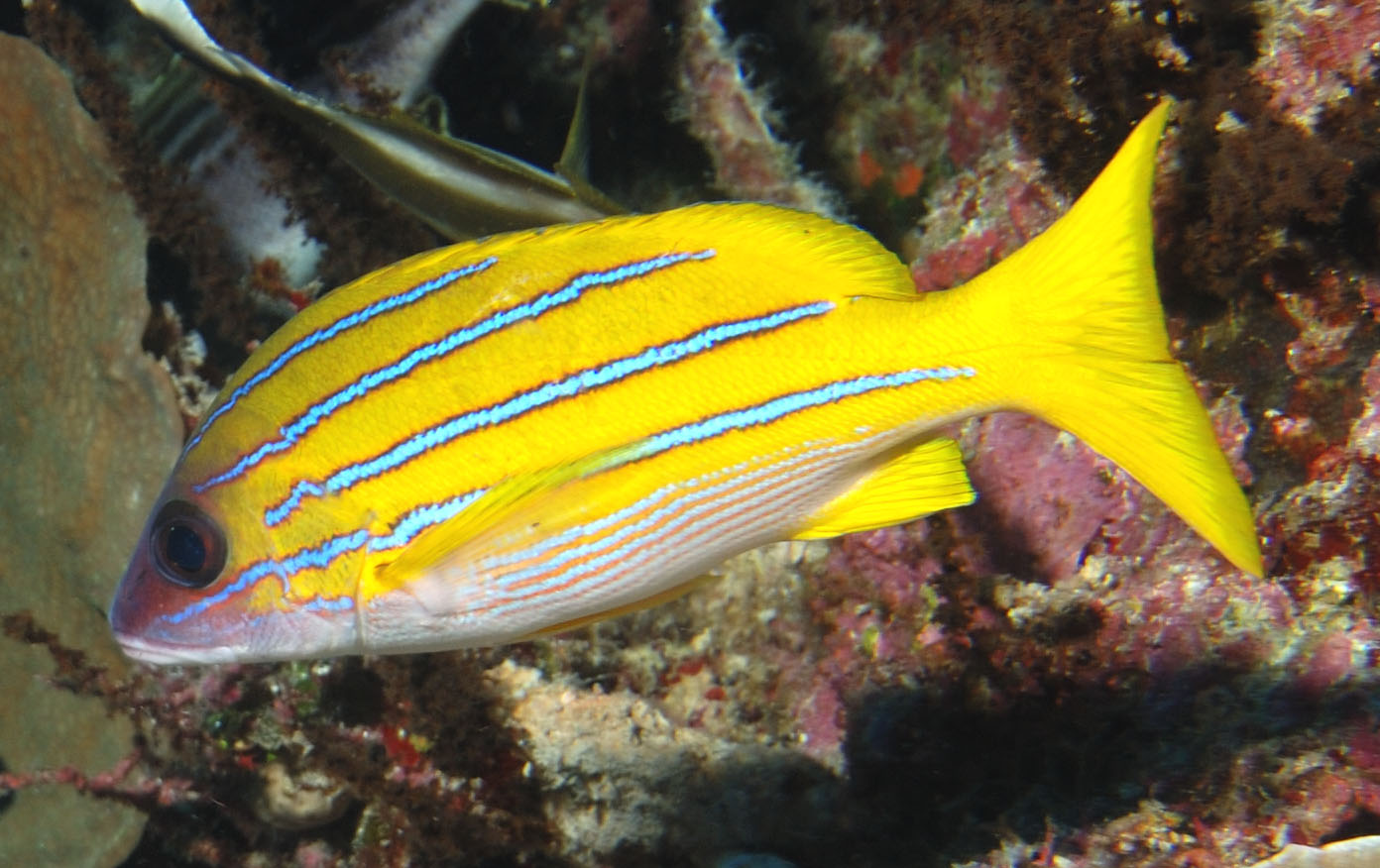
Lutjanus kasmira
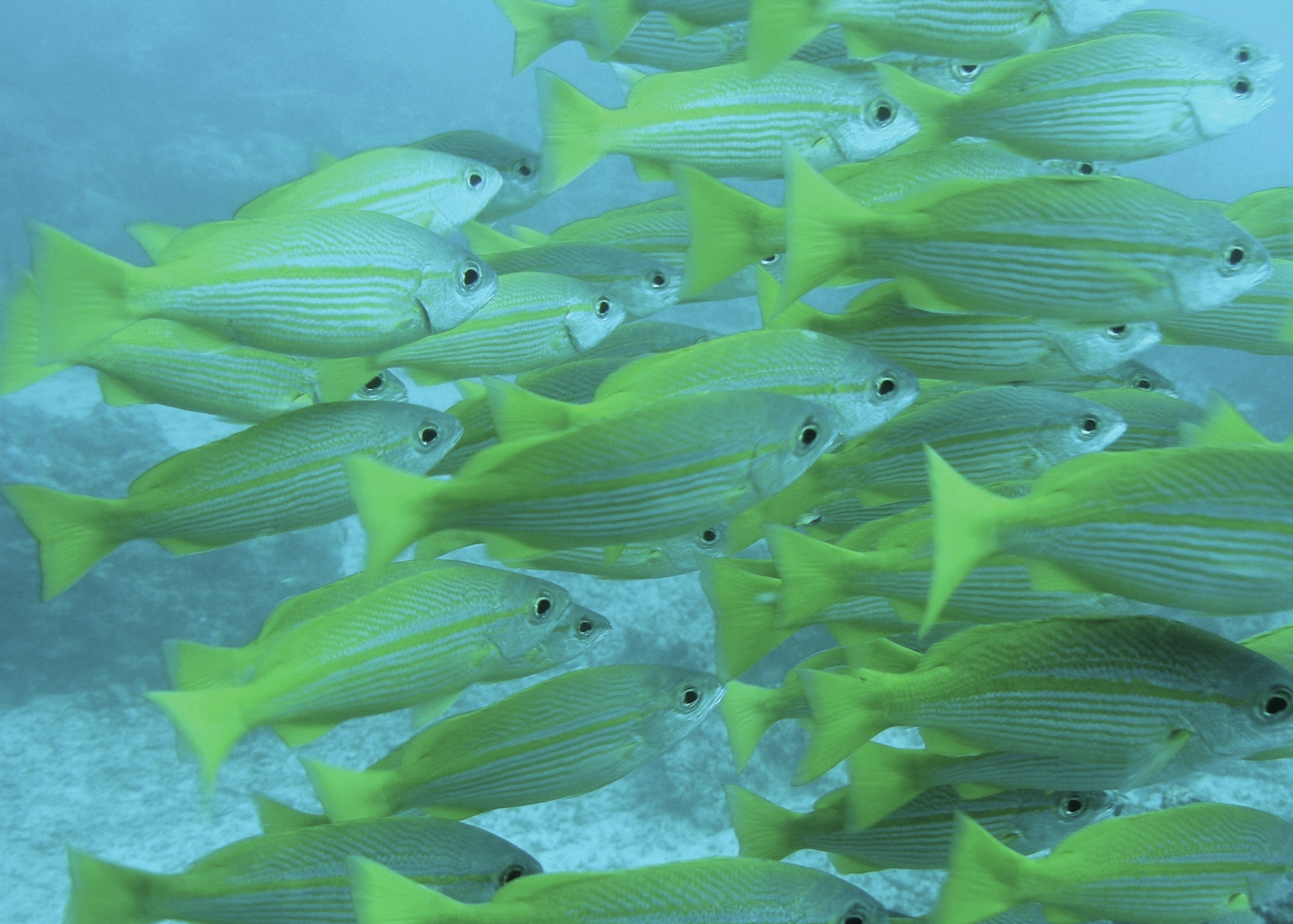
Lutjanus lutjanus
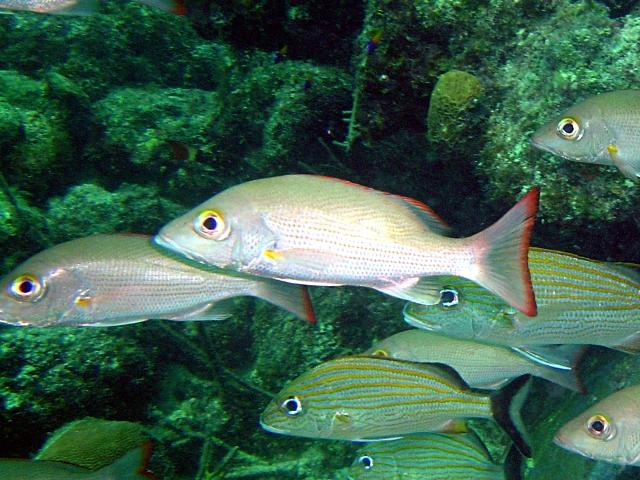
Lutjanus mahogoni
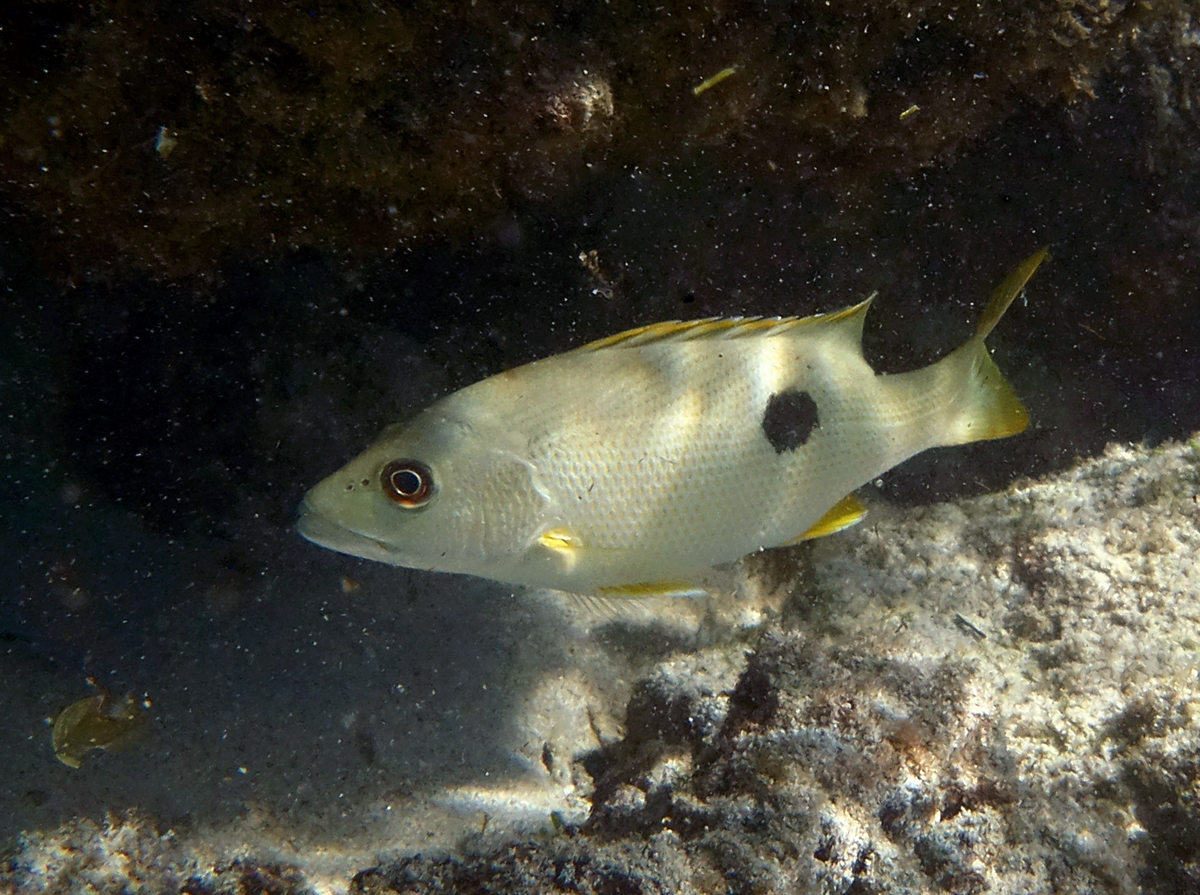
Lutjanus monostigma
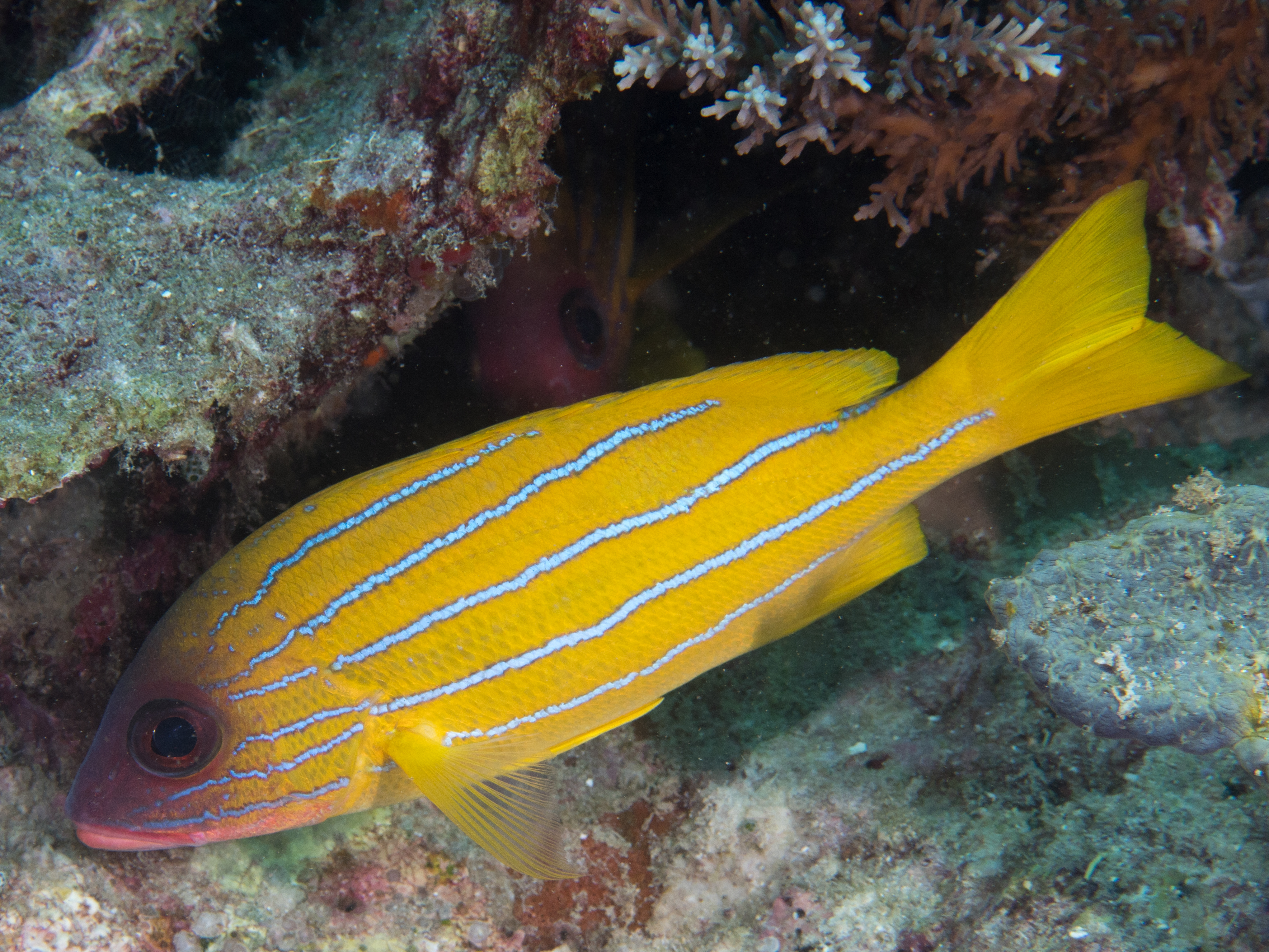
Lutjanus quinquelineatus
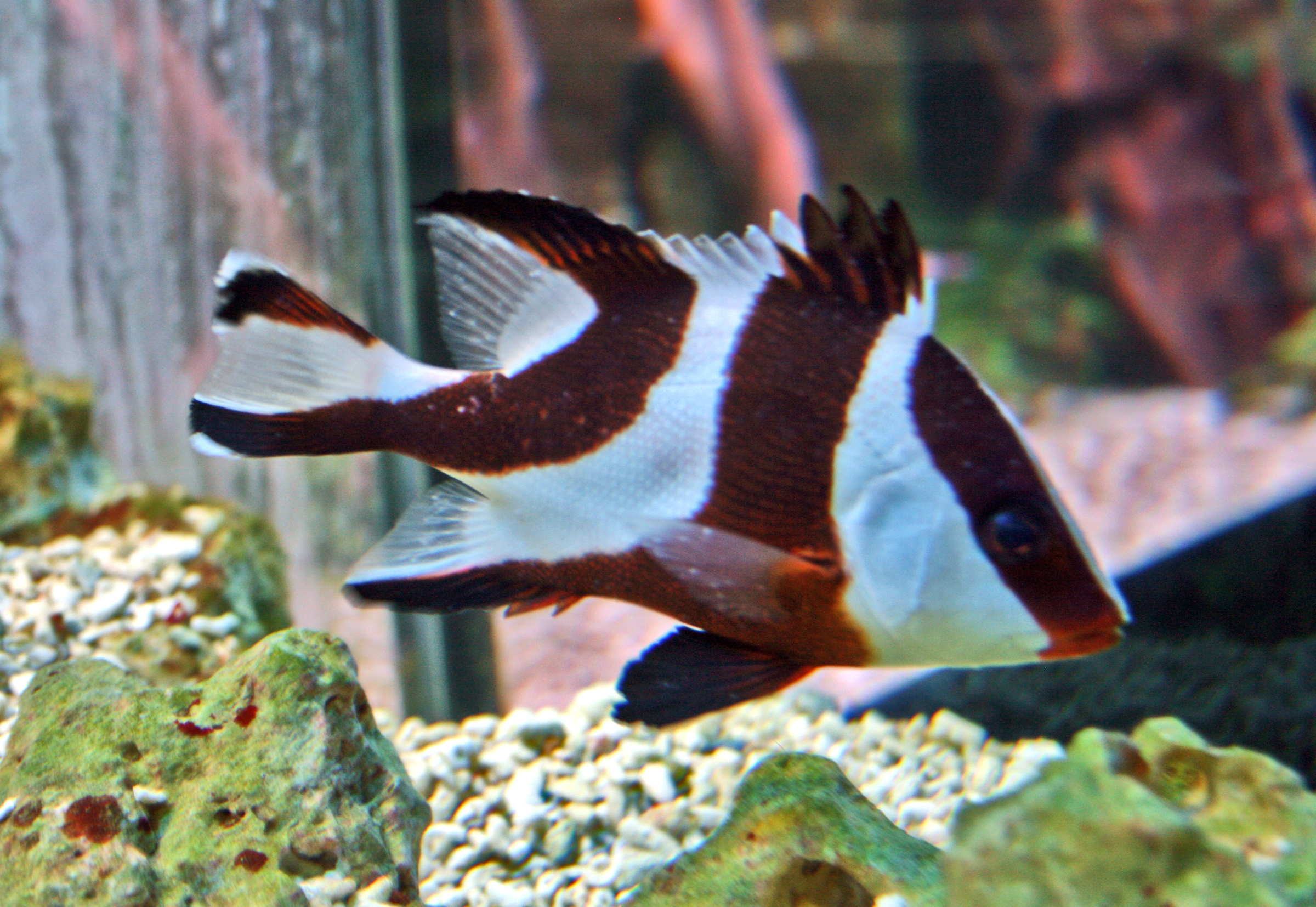
Lutjanus sebae
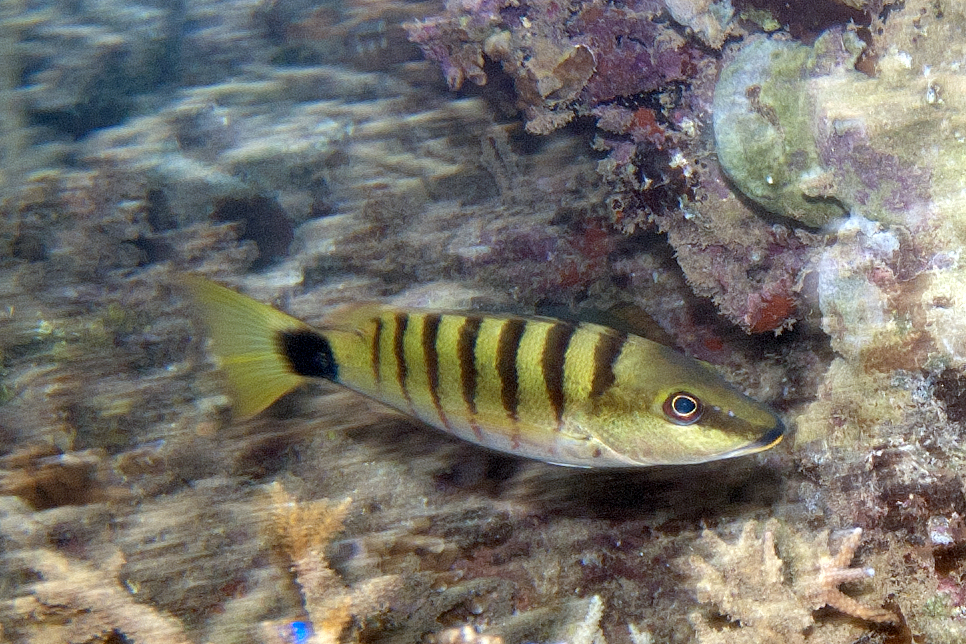
Lutjanus semicinctus
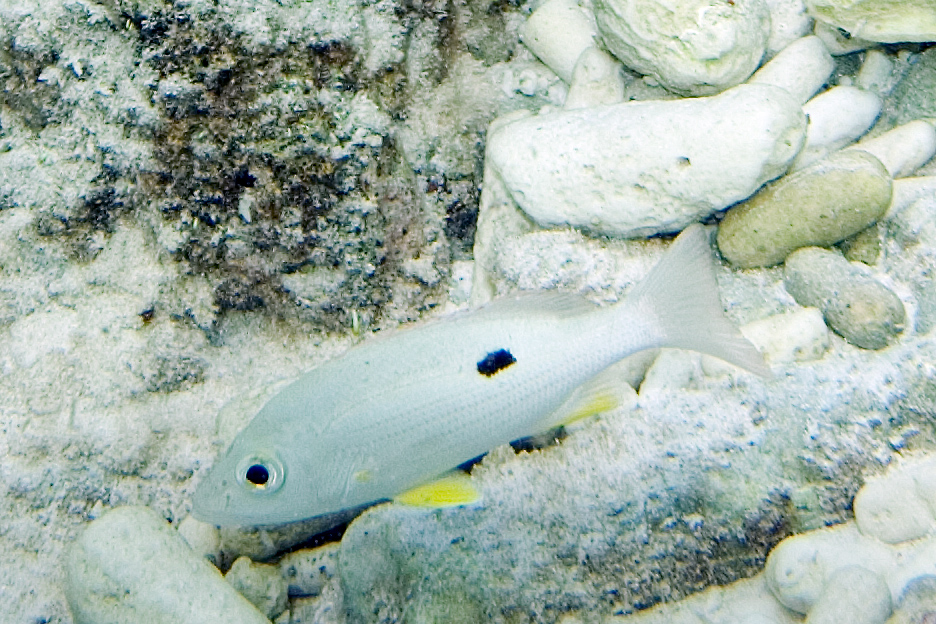
Lutjanus synagris
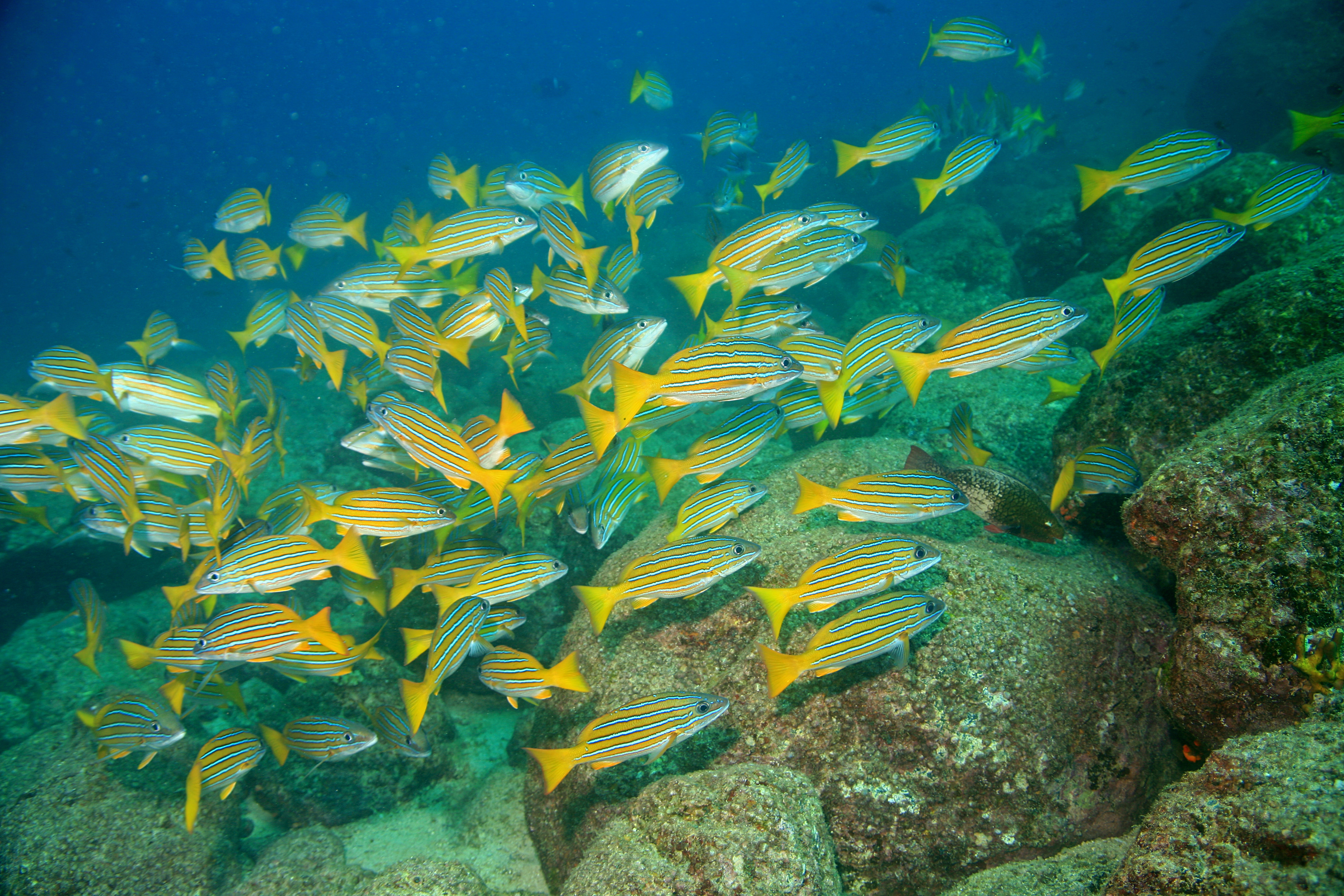
Lutjanus viridis